# Theodor Holley
Theodor Holley (Bodenbach, 1876. február 12. – Bécs, 1918. október 17.) osztrák nemzetközi labdarúgó-játékvezető.

## Pályafutása

### Nemzetközi játékvezetés
Az Osztrák labdarúgó-szövetség terjesztette fel nemzetközi játékvezetőnek. Több nemzetek közötti válogatott és klubmérkőzést vezetett.

## Statisztika

### Nemzetközi válogatott mérkőzései
| #  | Dátum            | Helyszín                   | Hazai        | Eredmény | Vendég       | Kiírás     | Gólok | Esemény |
| -- | ---------------- | -------------------------- | ------------ | -------- | ------------ | ---------- | ----- | ------- |
| 1. | 1904. október 9. | Bécs, Cricketer-pálya      | Ausztria     | 5 – 4    | Magyarország | barátságos | -     |         |
| 2. | 1906. április 1. | Budapest, Millenáris-pálya | Magyarország | 1 – 1    | Csehország   | barátságos | -     |         |
| 3. | 1908. április 5. | Budapest, Millenáris-pálya | Magyarország | 5 – 2    | Csehország   | barátságos | -     |         |
| 4. | 1908. május 3.   | Bécs, Hohe Warte           | Ausztria     | 4 – 0    | Magyarország | barátságos | -     |         |
|    | Összesen         |                            |              | 4        | mérkőzés     |            |       |         |